# Gelobde pruikzwam
De gelobde pruikzwam (Hericium cirrhatum) is een schimmel behorend tot de familie Hericiaceae.

## Kenmerken

### Uiterlijke kenmerken
Het vruchtlichaam bestaat uit hoedachtige, platte en ongesteelde elementen die in plukjes aan elkaar zijn gegroeid. De individuele hoeden zijn 50 tot 150 millimeter breed en crèmewit als ze jong zijn en worden later geelachtig tot geelachtig bruin. Ze zijn meestal onregelmatig gelobd en vaak gebogen of gedraaid. De bovenzijde is bedekt met doornachtige korte stekels die geen specifieke richting volgen. De dichte stekels aan de onderzijde van de hoeden met de sporendragende vruchtlaag staan echter verticaal opgesteld. Het witachtige vruchtvlees, dat mals is als het vruchtlichaam jong is, wordt geel en wordt wat taai naarmate het ouder wordt. De sporenprint is wit.

### Microscopische kenmerken
De sporen zijn breed ellipsoïde tot bijna bolvormig, glad, amyloïde en meten 3 tot 4 × 2,5 tot 3,5 µm. Ze hebben geen kiempore.

## Vergelijkbare soorten
Hericium cirrhatum kan verward worden met Hydnum rufescens of Hydnum repandum, maar deze soorten hebben een gladde hoed. Hericium erinaceus is een andere soort met een duidelijker bolvormig vruchtlichaam en veel langere stekels.

## Ecologie
Het is een necrotrofe wondparasiet of saprotroof op levende of dode stammen en dikke takken van oude loofbomen. Hij groeit op oude loofbomen, voornamelijk beuk (Fagus sylvatica), soms op populier (Populus), zelden op esdoorn (Acer) of Prunus. Hij komt voornamelijk voor in parken, langs wegen en in open bossen, meestal op kalkhoudende, vruchtbare bodems.

## Verspreiding
In Nederland komt de gelobde pruikzwam matig algemeen voor. Hij staat op de rode lijst in de categorie 'bedreigd'.

## Naam
De genusnaam 'Hericium' verwijst naar de vruchtbare stekels die in deze groep voorkomen en betekent 'behorend tot een egel'. Deze stekels gaven ook aanleiding tot de soortnaam 'cirrhatum', wat zich vertaalt als 'ranken hebben'.